# Triplophysa stewarti
Triplophysa stewarti es una especie de peces Cypriniformes de la familia Balitoridae.

## Morfología
Los machos pueden llegar alcanzar los 20,8 cm de longitud total.

## Distribución geográfica
Se encuentra en el Tíbet: ríos Ganges y Brahmaputra.

## Hábitat
Es un pez de agua dulce.